# Aeroportul Namlea
Aeroportul Namlea (IATA: NAM, ICAO: WAPR) este un aeroport din Buru⁠(d), Maluku⁠(d), Indonezia.
Situat la o altitudine de 20 m, aeroportul dispune de o singură pistă. Este operat de Kementerian Perhubungan Indonesia⁠(d).